# Bewässerungsfeldwirtschaft

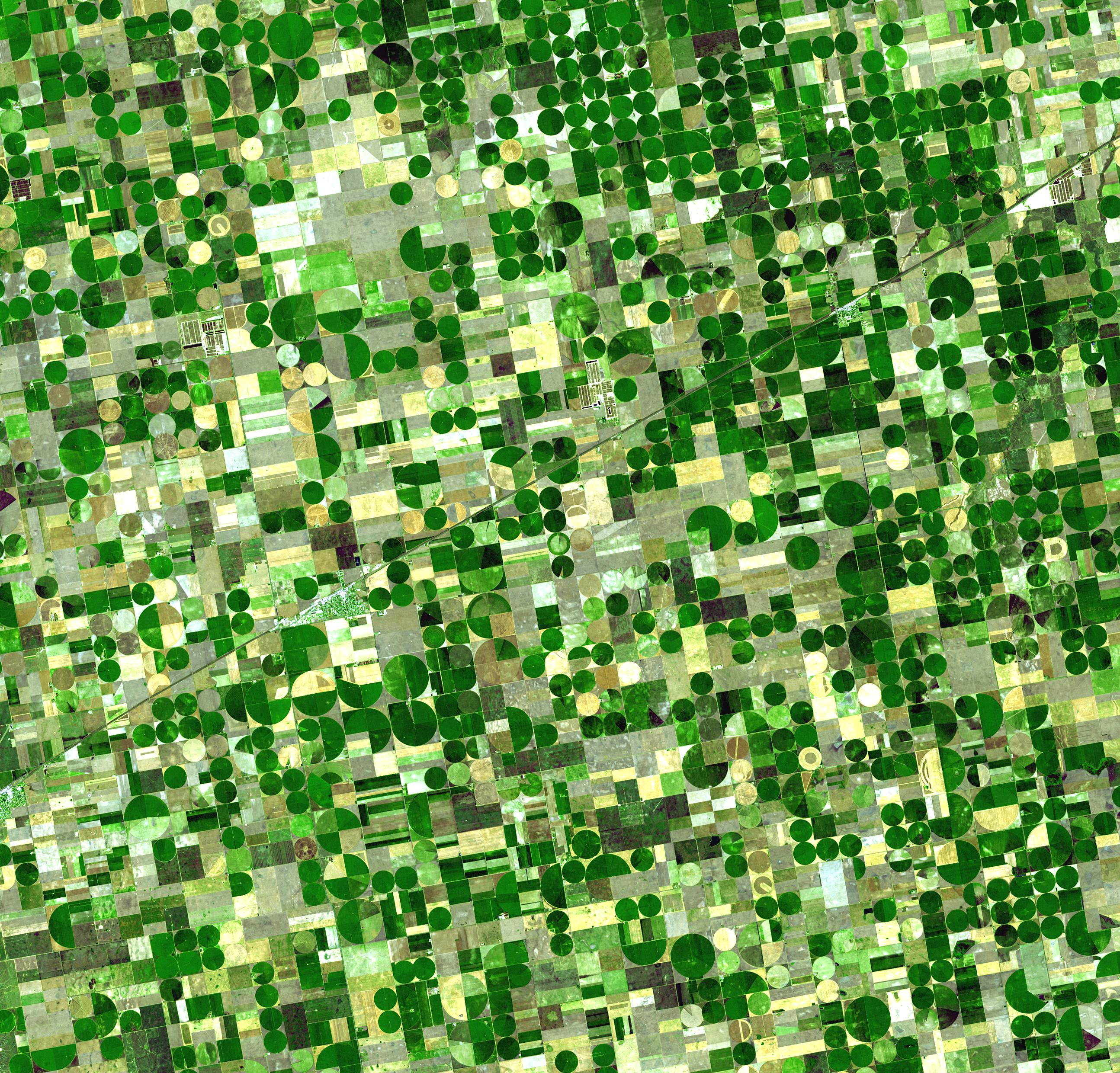
Charakteristische Draufsicht bei Pivotberegnung

Bewässerungsfeldwirtschaft (selten: Bewässerungslandwirtschaft) beschreibt die Bewirtschaftung des Kulturbodens und die landwirtschaftliche Produktion mit Verfahren künstlicher Bewässerung. Unter Bewässerung versteht man die Versorgung eines Kulturlandes mit Wasser. Bewässerung dient zum Ausgleich bzw. als Ergänzung der für die Nutzpflanzenproduktion fehlenden Niederschläge und der Erschließung von landwirtschaftlichen Anbauregionen jenseits der Grenzen des Regenfeldbaus.

## Geschichte
Schon sehr früh haben die Menschen entdeckt, dass Pflanzenwachstum vom Wasser abhängt. Vor 5000 Jahren wurden im alten Ägypten und im Orient
die ersten Bewässerungstechniken für Pflanzenanbau bei Wassermangel entwickelt. Das knappe Angebot wurde durch Beileiten, Heben und Speichern von Wasser ausgeglichen. Dazu war gemeinsames und koordiniertes Arbeiten erforderlich, was eine wesentliche Voraussetzung für die Entstehung früherer Hochkulturen war.

## Aufgaben und Bedeutung der Bewässerung

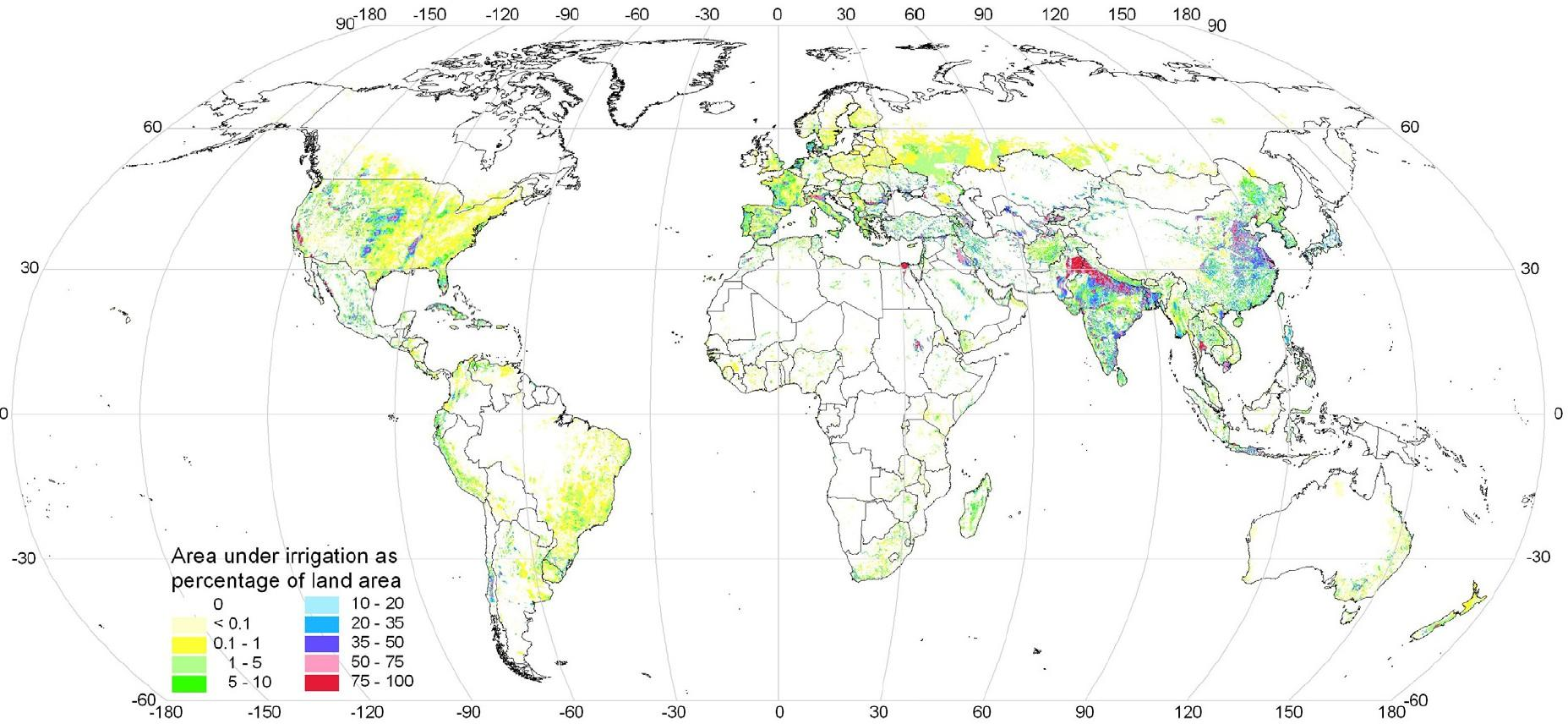
Bewässerte Flächen weltweit in % der landwirtschaftlichen Fläche – nach Siebert 2002

Bewässerung wird zumeist in ariden Regionen betrieben, damit der Sonnenreichtum in diesen Gebieten besser ausgenutzt werden kann, sowie in Regionen mit sehr wasserbedürftigen Pflanzen wie z. B. Reis. Außerdem wird sie bei saisonalen Trockenphasen und zur Produktionssteigerung auf alten Anbauflächen eingesetzt. Die bei der Bewässerung mitgeführten Dünger und Nährstoffe fördern das Pflanzenwachstum und führen zu Ertragssteigerung bei gleichzeitiger Qualitätsverbesserung.
Bei sicherer Wasserversorgung sprechen Pflanzen auf Düngung besser an, und die Erträge werden vervielfacht. Ertragssteigerungen im Regenfeldbau, in semiariden Gebieten, sind hingegen kaum noch zu erzielen.
In Deutschland nimmt die Bewässerung landwirtschaftlicher Flächen im langjährigen Trend zu. Wie das Statistische Bundesamt (Destatis) nach Ergebnissen der Agrarstrukturerhebung 2023 im Mai 2024 in einer Pressemeldung mitteilte, wurden im Jahr 2022 mit rund 554.000 Hektar etwa 3,3 % der landwirtschaftlich genutzten Freilandfläche in Deutschland bewässert. Damit war die bewässerte Fläche im sehr niederschlagsarmen Jahr 2022 um fast die Hälfte (+49 % beziehungsweise +181.300 Hektar) größer als im Jahr 2009, als nur rund 372.700 Hektar bewässert worden waren. Zur Bewässerung wurden 2022 insgesamt 431,1 Millionen Kubikmeter Wasser eingesetzt, das entspricht 778 Kubikmetern Wasser je Hektar (oder 77,8 Litern je Quadratmeter). Im Jahr 2009 waren insgesamt 293,3 Millionen Kubikmeter Wasser zur Bewässerung eingesetzt worden, das waren 787 Kubikmeter je Hektar bewässerter Fläche. Die eingesetzte Wassermenge je Hektar (Bewässerungsintensität) war also in beiden Jahren nahezu identisch.
Weltweit wurden 2003 ca. 273 Mio. ha, das sind 20 % der landwirtschaftlichen Ackerfläche, bewässert. Der Beitrag bewässerter Fläche an der weltweiten Nahrungsmittelerzeugung betrug rund 40 %. Damit ist bewässertes Land ungleich produktiver als unbewässertes.
Bewässertes Ackerland ist ungleichmäßig auf die Kontinente verteilt. Fast zwei Drittel der Weltbewässerungsfläche entfällt auf nur einige wenige Länder: Indien, China, Pakistan, USA, und die zentralasiatischen Staaten der ehemaligen UdSSR.
In Asien liegt knapp 68 % der Weltbewässerungsfläche, 9 % in Europa, 17 % in Nord- und Südamerika, 5 % in Afrika und 1 % in Ozeanien.
| Region                   | Ackerfläche (in 1.000 ha) | Bewässerte Ackerfläche (in 1.000 ha) | Anteil der bewässerten Fläche an der gesamten Ackerfläche |
| ------------------------ | ------------------------- | ------------------------------------ | --------------------------------------------------------- |
| Afrika                   | 177.251                   | 12.538                               | 7 %                                                       |
| Asien                    | 495.039                   | 192.962                              | 39 %                                                      |
| Europa                   | 291.102                   | 24.406                               | 8 %                                                       |
| Nord- und Zentralamerika | 259.589                   | 31.395                               | 12 %                                                      |
| Südamerika               | 96.142                    | 10.326                               | 11 %                                                      |
| Australien und Ozeanien  | 49.987                    | 2.539                                | 5 %                                                       |
| Welt                     | 1.369.110                 | 274.166                              | 20 %                                                      |

Bewässerung wird häufig noch als Motor der gesamten ländlichen Entwicklung betrachtet. Die ländliche Bevölkerung erhält, durch dichte Besiedlung in Bewässerungsgebieten, einen leichteren Zugang zu der dortigen Bildungs- und Gesundheitsinfrastruktur, als im Fall von Streusiedlungen in Regenfeldbaugebieten. Bewässerung hat einen nennenswerten Einfluss auf die Migration durch Schaffung von Beschäftigungen im ländlichen Raum.
Bei Dürrezeiten, in denen die Produktion im Regenfeldbau fast völlig ausfällt, kann durch die Bewässerungsfeldwirtschaft ein relativ gesichertes Einkommen erzielt werden. Als Folge wird eine höhere Flexibilität und bessere Anpassung an den Markt möglich.
Das Einkommensgefälle zwischen Stadt und Land verringert sich, auch wenn meist gleichzeitig ein neues Gefälle zwischen den wohlhabenderen bewässerten- und den ärmeren Regenfeldbaugebieten entsteht.
Vorteile der Bewässerungsfeldwirtschaft, aber auch politische und wirtschaftliche Motive ihrer Protagonisten führen dazu, dass weltweit immer mehr Ackerfläche künstlich bewässert wird. Als weitere Gründe für einen Ausbau der Bewässerungsfeldwirtschaft werden auch ihre Bedeutung für die ländliche Regionalentwicklung, die Verringerung der Landflucht und ein höherer nationaler Selbstversorgungsgrad mit Nahrungsmitteln angegeben.
Das Wasser wird mit folgenden Methoden auf die zu bewässernden landwirtschaftlichen Flächen aufgebracht:
- Gießen
- Einstau von horizontalen Flächen bzw. Überflutung.
- Verrieselung über geneigte Flächen (oberflächlicher Abfluss).
- Beregnung oder Irrigation, das heißt Versprühen von Wasser über den zu bewässernden Flächen. Diese Methode ist in der modernen Landwirtschaft der humiden Gebiete sowie auf Golfplätzen weit verbreitet.
- Bei der Unterflurbewässerung erfolgt eine unterirdische Wasseranreicherung insbesondere mit Hilfe von im Boden verlegten Rohrleitungen, die entweder porös oder mit Schlitzen versehen sind.
- Bei der Tröpfchenbewässerung sind an oberirdisch verlegten Schläuchen in regelmäßigen Abständen Auslässe angebracht, die nur geringe, exakte Wassermengen (tröpfchenweise), weitgehend unabhängig vom Druck in der Rohrleitung, abgeben. In trockenen Ländern zum wassersparenden Einsatz entwickelt, findet dieses Verfahren in Mitteleuropa zunehmend beim Weinbau (z. B. in der Wachau) aber auch im Hausgarten und in Parkanlagen Anwendung. Neben der exakten Aufbringung des Wassers unter Vermeidung von Verdunstungsverlusten ist ein Vorteil des Verfahrens, dass die Blätter nicht benetzt werden und somit Pilzerkrankungen der Pflanzen nicht weiter gefördert werden.
- Daneben existieren Sondermethoden wie die Bewässerung mit Tau, die unter Extrembedingungen einsetzbar sind.

Die verschiedenen, mittlerweile entwickelten Verfahren werden im Artikel Bewässerung ausführlicher vorgestellt.

### Bedarfsberechnung
Um Wasser zu sparen, muss der Bedarf der Pflanze genau berechnet werden. Dazu muss bekannt sein, wie viel Wasser der Pflanze über natürliche Niederschläge zur Verfügung steht.
Nicht alles Wasser, das über Niederschläge oder Bewässerung zugeführt wird, steht der Pflanze auch zur Verfügung. Ein Teil des Wassers wird durch umliegenden Boden verdunstet. Die Verdunstung aus dem Boden wird als Evaporation bezeichnet. Auch die Pflanze selbst verdunstet Wasser, wobei von Transpiration gesprochen wird. Die Summe aus Evaporation und Transpiration ist die so genannte Evapotranspiration, die bei der Bedarfsberechnung berücksichtigt werden muss. Neben der Evapotranspiration verdunstet auch Wasser über Interzeption (direkte Verdunstung von der Vegetationsoberfläche).
Bei der Kapillarbewässerung mit Glasfaserdochten und/oder -matten braucht der Wasserbedarf nicht genau berechnet zu werden, da diese Hilfsmittel mit Differenzfeuchte arbeiten (Feinregelung mit Dochtmenge und/oder Docht-Saughöhe).

## Probleme der Bewässerungsfeldwirtschaft

### Sozioökonomische Probleme
Die Landwirtschaft ist der größte Wasserverbraucher der Welt. Ca. 70 % des Süßwassers weltweit werden für die Landwirtschaft  verwendet. In den trockenen Gebieten Asiens und Afrikas beansprucht sie mitunter bis zu 90 % des Frischwassers. In Europa liegt die Prozentmarke dagegen nur bei 35 %, ist aber angesichts der Globalen Erwärmung im Steigen begriffen.
Da nur 1,73 % des Wassers auf der Erde als nutzbares Süßwasser vorkommt (1,679 % Grund- und 0,033 % Oberflächenwasser) und diese 1,73 % regional sehr ungleich verteilt sind, kommt es zu großen Nutzungskonflikten zwischen Landwirtschaft, Haushalten und Industrie.
Der Wasserverbrauch der Metropolen steigt mit zunehmender Größe und in vielen Ländern überschreitet die Grundwasserentnahme die -erneuerung.
In wasserarmen Gebieten werden die sozialen und wirtschaftlichen Auswirkungen der Bewässerungslandwirtschaft deutlich erkennbar.
Die dringend benötigten Wassermengen werden durch aufwendige Großprojekte wie etwa Staudämme und Kanalanlagen gewonnen. In China, der Türkei sowie in anderen Staaten entstehen so durch gigantische Staudammprojekte und deren soziale und ökologische Auswirkungen regionale und innenpolitische Konflikte, aber auch Konflikte mit den Anrainerstaaten. Große Flussabzweigungsvorhaben schüren wirtschaftliche sowie außenpolitische Krisen.
Aber in Europa geraten Bewässerungsteiche zunehmend unter Kritik der Bevölkerung.
Solche Großbauprojekte zerstören die Lebensräume der ansässigen Bevölkerung, schneiden traditionelle Weideflächen für Nomadenstämme ab und erschweren ihnen den Zugang zu den Viehtränken.
Soziale Gemeinwesen werden durch Umsiedlungen der Menschen zerstört und Kulturlandschaften unwiederbringlich überflutet.
Die Bewässerungswirtschaft wird häufig durch staatliche oder privatwirtschaftliche Monopole betrieben, wobei Kleinbauern wenig Einfluss auf Entscheidungen haben und oft benachteiligt werden.

### Ökologische Probleme

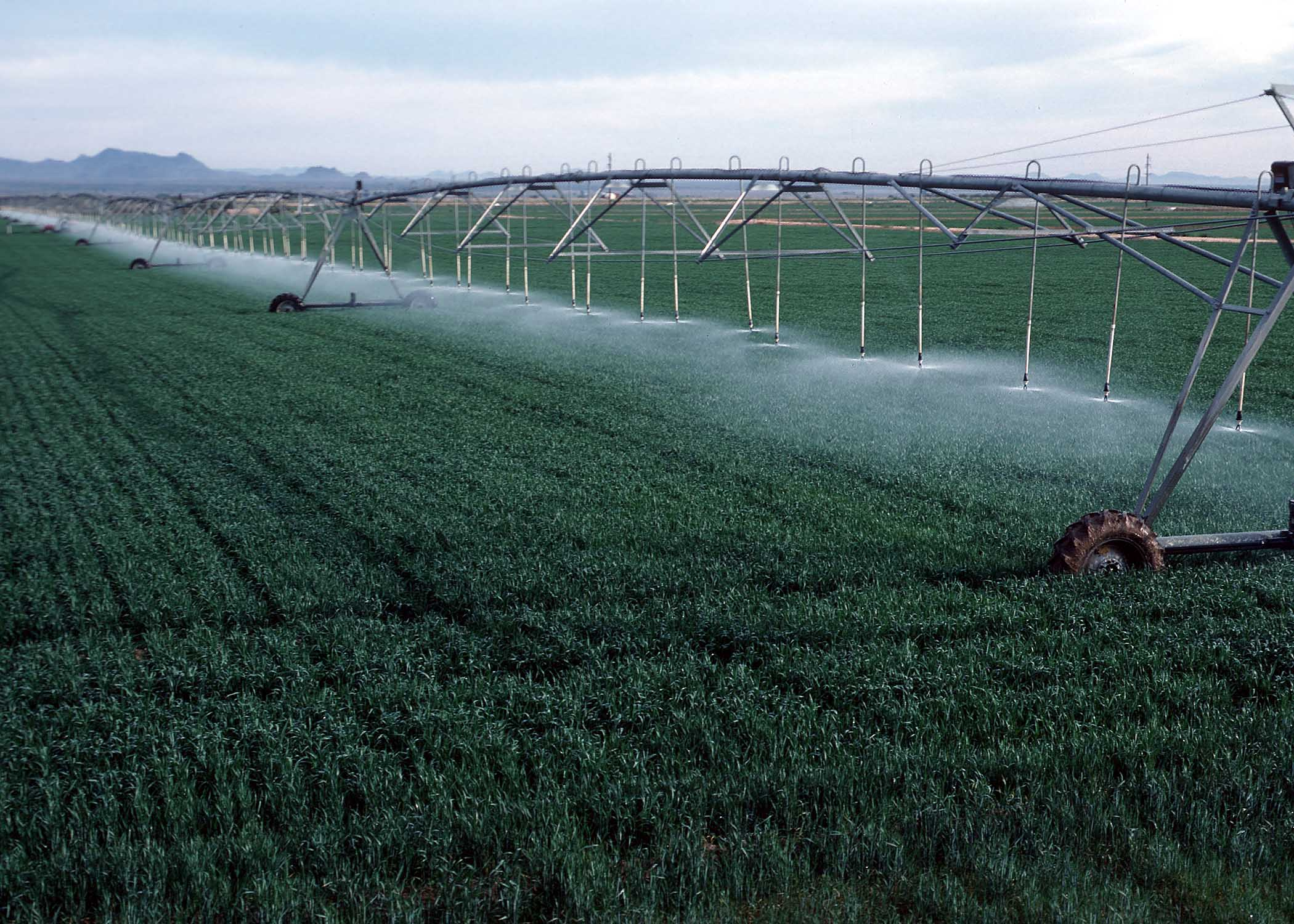
Beregnung von Weizen (Arizona): Ein Teil des Wassers verdunstet dabei

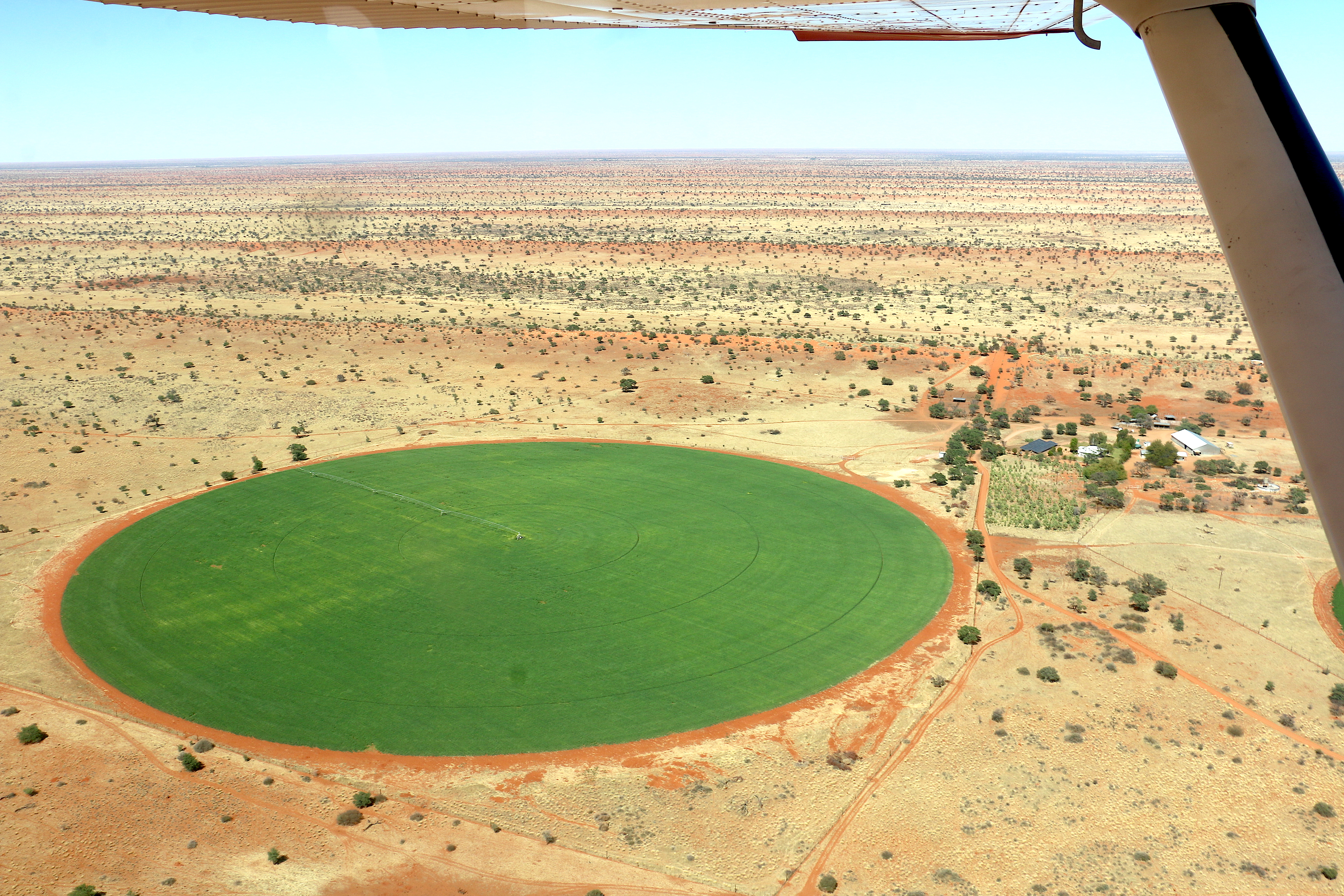
Luftaufnahme eines kreisförmigen Luzernefeldes in der Kalahari

Da sich die Agrargebiete immer weiter ausbreiten, steigt ihr Einfluss zunehmend auf andere Nutzgebiete. Die Gründe für die Ausweitung liegen oft am Land selbst, wie etwa Überbevölkerung. So werden Weideflächen in immer trockenere Gebiete gedrängt und verkleinert.
Durch den Bau zahlreicher Staudämme in den Ober- und Mittelläufen der Flüsse, zur Bewässerung von Ackerland, wird die Wasserführung der Flüsse verringert und ehemalige Weideflächen in den Flussniederungen trocknen weitgehend aus.
Technische Wassergewinnungsanlagen, die vor allem durch den Bewässerungsfeldbau eingeführt wurden, lassen Bevölkerungskonzentrationen entstehen. Diese sind vielleicht dem Wasserangebot angepasst, die natürliche Vegetation (Brennholzeinschlag) und die Böden verkraften die hohe Bevölkerungsdichte aber nicht. Degradation tritt als Folgeerscheinung auf.
Bei Bewässerung über Staudämme und Kanäle gelangen zudem immer mehr Düngemittel in die Flüsse und weiter in die Ozeane. Dies hat gravierende Auswirkungen auf die Planktongemeinschaft. Die Algen nehmen die zugeführten Nährstoffe auf und vermehren sich explosionsartig.
Wenn gegen Herbst die Algen absterben und totes organisches Material zu Boden sinkt, beginnen Bakterien dieses in eine für andere Lebewesen verwertbare Form zu zersetzen. Für diesen Umwandlungsprozess wird Sauerstoff benötigt. Durch die Menge des organischen Materials vermehren sich die Bakterien stark und der Sauerstoffgehalt des Gewässers nimmt ab. Fische müssen auftauchen um nach Luft zu schnappen. Für die Lebewesen des Meeres sind die Folgen dramatisch.

#### Veränderung des Grundwasserspiegels
Die Hauptprobleme der Bewässerung sind jedoch die Versalzungen bzw. Vernässungen der Böden und die Erschöpfung der Grundwasservorräte.
Steigt der Grundwasserspiegel durch das Eindringen großer Wassermengen an, so vernässt der Boden. Die meisten Kulturpflanzen können in einem wassergesättigten Boden nicht gedeihen. Die Vernässung ist weitgehend auf die ganzjährige Bewässerung zurückzuführen, wobei auch Wasserverluste auf den Transportwegen (Versickerung in Gräben) und die schlechten Abflussmöglichkeiten der starken saisonalen Niederschläge zu einem rapiden Anstieg der Grundwasseroberfläche führten. Als Folge dessen wird das Land sumpfig und für die landwirtschaftliche Nutzung unbrauchbar.
Sinkt der Grundwasserspiegel hingegen durch zunehmende Unterflurbewässerung oder Bevölkerungskonzentrationen um die Bewässerungsgebiete, hat dies einen gravierenden Einfluss auf die Fauna und die Flora. Die Folgen sind Verwüstung einst vegetationsreicher Gebiete und Trinkwasserverluste in traditionellen Brunnen. Die Brunnen sind meist an das Grundwasservorkommen angepasst, da sie nur das Wasser nutzen, welches auch wieder nachsickert.
Des Weiteren ist Grundwasser in den Trockengebieten ein wichtiger Schlüssel für die Entwicklung, da es unabhängig von Dürrezeiten nutzbar und zudem weniger durch Krankheitserreger kontaminiert ist als Oberflächenwasser.

### Degradation des Bodens

#### Desertifikation
Desertifikation beschreibt einen Prozess, bei dem eine Degradation (Vertrocknung) des Bodens eintritt. Dies führt in weiterer Folge zur Ausbreitung bzw. Entstehung von Wüsten oder wüstenähnlichen Verhältnissen. Der Prozess der Wüstenbildung ist in erster Linie in ariden, semiariden und trockenen sub-humiden Gebieten zu beobachten. Sie entsteht durch komplexe Wechselwirkungen zwischen mehreren menschlichen und natürlichen Faktoren.
In der Natur tritt Desertifikation durch natürliche Schwankungen der Niederschläge ein. Dürreperioden können Desertifikation auslösen oder verstärken. Zum größten Teil ist sie jedoch anthropogen bedingt.
Jede menschliche Kultivierung des Landes hat eine Veränderung des natürlichen Ökosystems zur Folge. In Monokulturen werden einzelne Bestandteile dem Boden übermäßig entzogen oder zugeführt. Das ursprüngliche Gleichgewicht des Bodens ist nicht mehr herstellbar, da das Zusammenspiel der Mikroorganismen zerstört wird. Auch können sich Pflanzenschädlinge stark vermehren. Durch immer höheren Düngemittel- und Pestizideinsatz wird versucht Ernteverluste auszugleichen, was aber den Boden weiter belastet.
Schätzungsweise sind über eine Milliarde Menschen und mehr als 1/3 der weltweit landwirtschaftlich nutzbaren Fläche von Bodendegradation bedroht.
In den feuchten Klimaten, wie etwa in der mitteleuropäischen Westwindzone fehlt die Desertifikation. In diesen Klimaten können keine Wüsten entstehen, da die Regenerationskraft der natürlichen Pflanzenwelt wesentlich größer ist als in den Randzonen der großen Wüsten. Zwar sind die Ökosysteme in semiariden Gebieten recht stabil und anpassungsfähig, jedoch erweisen sie sich unter starkem anthropogenem Einfluss als sehr labil.
Die Desertifikation tritt zumeist in Regionen auf, in denen sich die Bevölkerung in den letzten Jahrzehnten stark vermehrt hat. Das Bevölkerungswachstum in den meisten betroffenen Gebieten beträgt zwischen 2 und 3 Prozent. In Trockengebieten existieren aber auch Bereiche mit geringer Bevölkerungsdichte aufgrund eventuellen Wassermangels.
Durch das Vorhandensein von Wasser oder von technischen Wassergewinnungsanlagen, werden diese Gebiete permanent genutzt. Das ökologische Gleichgewicht wird durch Verwendung mangelhafter Bewässerungstechniken zerstört und die natürliche Regenerationsfähigkeit des Bodens und der Vegetation verhindert.
Die Folgen bestehen im Wesentlichen aus Einbußen bei Ernteerträgen, Verlust der Bodenfruchtbarkeit, Fehlernährung, Hunger, Landflucht, und Verlust des zu erwirtschaftenden Einkommens.

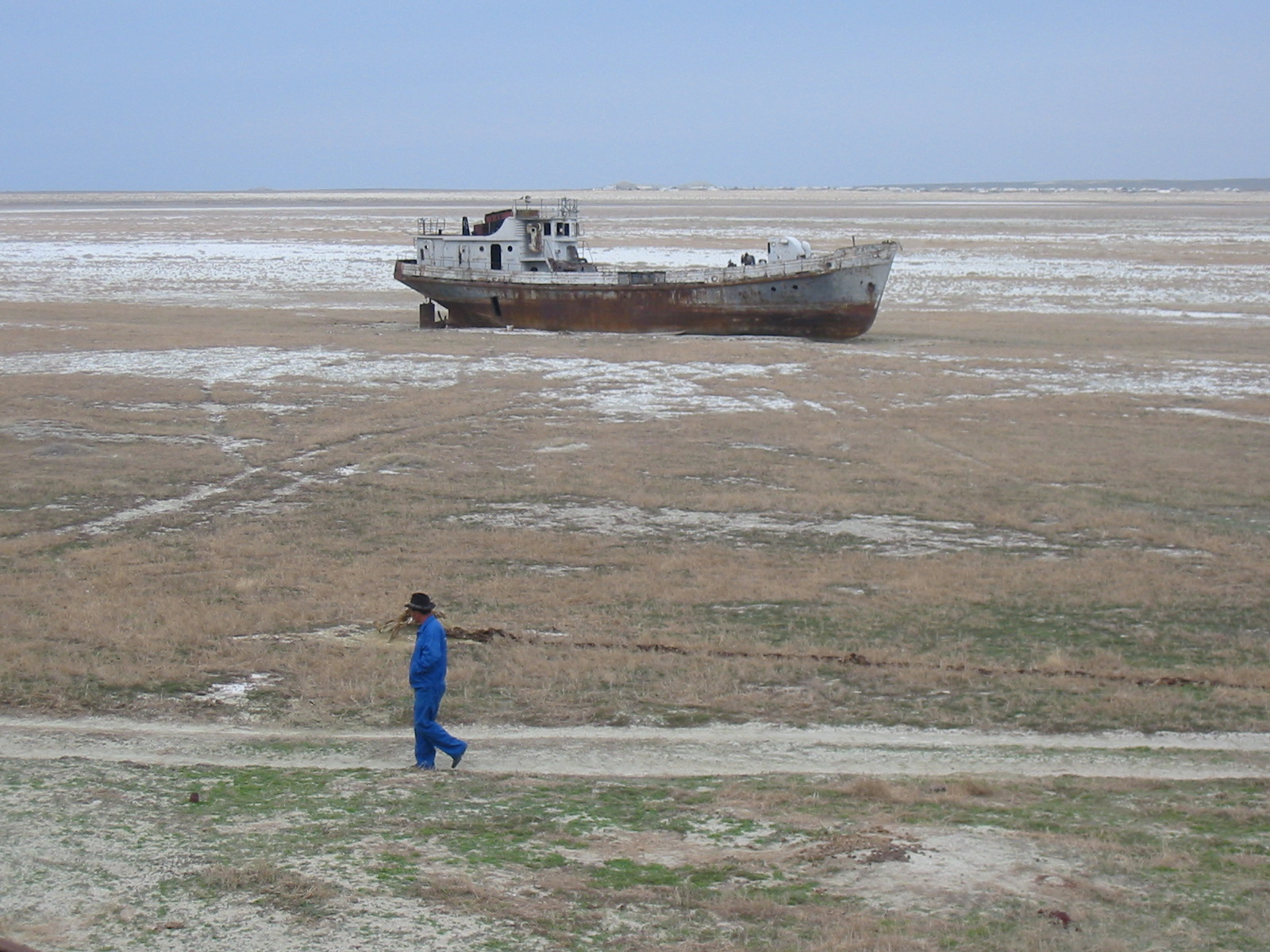
Aralsee: Dürre und Versalzung des Bodens durch den Wasserbedarf der Bewässerungsfeldwirtschaft

Die Desertifikation setzt einen Teufelskreis in Gang. Wenn die Bodenvegetation zerstört wird, führt dies zu einer stark erhöhten Verdunstung und der Boden trocknet aus. Dadurch senkt sich der Grundwasserspiegel und die Pflanzen werden nicht mehr mit ausreichend Wasser versorgt und benötigen mehr an Bewässerung.
Die durch die Bewässerungsfeldwirtschaft hervorgerufene und der zugleich wichtigste Ursache für die Desertifikation ist die Degradation des Bodens durch Salzanlagerungen.

#### Versalzung
In den Gebieten, die durch die Bewässerung zu sicheren (oder scheinbar sicheren) landwirtschaftlichen Produktionsstandorten wurden, ist die Versalzung die Hauptursache für Desertifikation. Durch die dauerhafte Bewässerung erfolgt eine Anreicherung von wasserlöslichen Salzen im Boden.
Die Versalzung des Erdbodens kann auch durch natürliche Faktoren erfolgen. Grundwasserversalzung erfolgt in ariden Klimaten aufgrund der Verdunstung kapillar aufsteigenden Wassers bei Zurücklassung seiner Mineralien (sei es vor oder nach der Nutzung durch Pflanzen). Das aufgesaugte Wasser löst des Weiteren beim Aufstieg Mineralien aus den Tiefen des Bodens und bringt sie in die oberen Erdschichten.

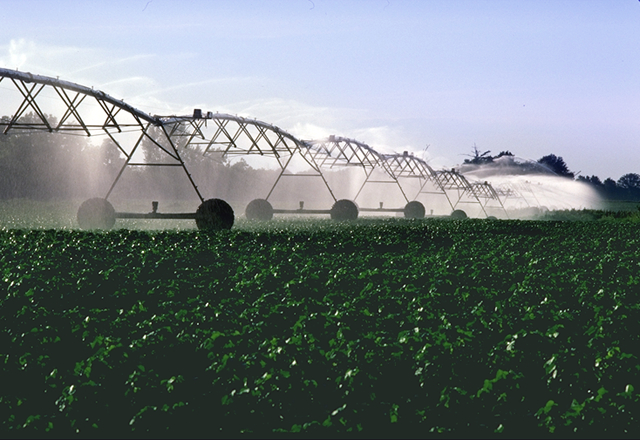
Zur Beregnung von Baumwolle kann leicht versalzenes Wasser verwendet werden

Weit größer ist der Anteil der großflächig betriebenen künstlichen Bewässerung an der Versalzung, welches oft durch den Einsatz fehlerhafter oder nicht standort-angepasster Bewässerungstechniken erfolgt.
Da Wasser in den Trockengebieten natürlich begrenzt vorhanden ist, ist die Bewässerungswirtschaft in diesen Gebieten besonders problematisch. Da die potenzielle Verdunstung in den Trockenzonen sehr hoch ist, kann bereits eine Oberflächenbewässerung mit gering salzhaltigem Wasser immense Auswirkungen haben.
Des Weiteren kann Versalzung durch Evapotranspiration oder durch Auswaschung von Salzen aus Gipsmineralien, die im Anbauboden enthalten sein können, erfolgen.

#### Folgen der Versalzung
Die Ansammlung von Salzen im Boden beeinträchtigt den Pflanzenwuchs und hat den Rückgang von Ernteerträgen zur Folge. Bei größeren Konzentrationen kann es zu irreversibler Bodendegradation kommen, was oft zum völligen Ausfall von Landwirtschaftsflächen führt.
Schädigungen der Kulturpflanzen treten bei etwa 0,3 % Salzgehalt auf. Da selbst salzarmes Wasser einen Salzgehalt von 0,1 % aufweist, treten Versalzungsprobleme relativ rasch auf. Insgesamt sind beispielsweise über 50 % der Flächen in den zentralasiatischen Staaten von Versalzungsprozessen betroffen.
Schwerwiegende gesundheitliche Folgen für die Bevölkerung haben das zurückgelassene Salz und giftiger Staub aus Düngemitteln und Pestiziden, die nach der Desertifikation jährlich durch Steppenstürme in den Regionen verteilt werden.

### Flussabzweigungen
Flüsse und Stauseen werden umgeleitet, um einerseits Felder zu bewässern und andererseits erschöpfte Grundwasservorräte wieder aufzufüllen. Durch gigantische Flussumleitungsprojekte kann Bewässerung im großen Rahmen betrieben und die Nahrungsproduktion gesteigert werden.
Staudämme und Kanäle wurden bereits im Altertum und zuvor für Bewässerungszwecke errichtet. Jedoch sind sie keineswegs mit dem im heutigen Ausmaße betriebenen Zweck vergleichbar.

#### Problematik am Beispiel der Volksrepublik China
Die Volksrepublik China ist auf bestem Wege, den Hunger im Lande zu senken. Als Folge großer Anstrengung der vergangenen Jahre zählt das Land nicht mehr zum Land mit den meisten unterernährten Menschen, sondern liegt vor Indien auf dem vorletzten Platz.
Um die Nahrungsmittelproduktion weiter steigern zu können, wird Bewässerungsfeldbau im großen Rahmen betrieben.
Ein 60 Milliarden Euro teures Projekt, das derzeit im Gange ist, soll dazu dringend benötigtes Wasser nach Peking, zur Kornkammer des Landes führen. In den Regionen um die Stadt ist der Grundwasserspiegel in den letzten Jahren um rund 60 Meter gesunken und sinkt jährlich um weitere 1,5 Meter. Als Folge hat sich der Boden an vielen Orten um bis zu drei Meter abgesenkt.
Um das Gebiet dennoch weiterhin landwirtschaftlich nutzen zu können, wird der 1000 Kilometer entfernte Jangtsekiang nach Norden umgeleitet. Ein aufwändiges System aus Pumpwerken und Stauseen soll das Wasser bergauf führen. Der geplante Wasserverlauf wird teilweise bereits vorhandene Kanäle nutzen wie den 1500 Jahre alten Kaiserkanal. Das spart Kosten, bringt aber weitere Probleme mit sich. Natürliche Gewässer dichten sich selbst mit Schwebstoffen nach unten ab. Kanäle hingegen müssen aufwendig mit Lehmschichten abgedichtet werden. In den Wüsten und Halbwüsten, durch die der Fluss fließen soll, gibt es aber keine dazu geeigneten Dichtstoffe. Hinzu kommt die Verdunstung, durch die ein weiterer Teil des kostbaren Wassers verloren geht.
Ein dramatisches Beispiel liefert der Gelbe Fluss. Seit Jahrzehnten ist der große Strom Ostasiens am Austrocknen. Zahlreiche Kanäle führen zu viel Wasser ab, das für den Bewässerungsfeldbau verwendet wird. In heißen Sommern versiegt er an seinem Unterlauf völlig. Weil dadurch wenig Wasser über dem Flussbett verdunstet, hat sich das Klima an vielen Regionen um den Fluss stark verändert. Die Niederschläge gehen zurück, die Böden degradieren und brauchen noch mehr künstlicher Bewässerung. Deshalb soll der Gelbe Fluss vom Jangtsekiang Wasser gespendet bekommen. Landwirtschaftsexperten rechnen jedoch in den nächsten Jahrzehnten mit der Austrocknung beider Flüsse.

### Weitere Beispiele
Nicht nur in China, sondern auf der ganzen Welt werden solche gigantischen Projekte, ohne Berücksichtigung zukünftiger Folgen, geplant.
In den USA beispielsweise verbrauchen Orangenplantagen und Getreidefelder (wobei die angebauten Getreide hauptsächlich zu Fütterung von Tieren dienen) mehr Grundwasser, als die Natur wieder neubilden kann. Die großen Flüsse Alaskas und Kanadas sollen einen Ausweg aus diesem Problem schaffen. Deren Wasser fließt scheinbar nutzlos in die Meere. In der Tat gehört jeder Tropfen Wasser zu einem globalen System. Die Umleitung der fließenden Gewässer beeinflusst nicht nur das Klima der jeweiligen Region, sondern hat auch einen maßgeblichen Einfluss auf das globale Weltklima.
Das in die Meere und Ozeane fließende Süßwasser gehört zu einem komplizierten Wechselspiel zwischen Temperatur, Salzgehalt, Schichtung des Wassers und vorherrschende Strömungen. Der Golfstrom beispielsweise wird vermutlich durch solche Faktoren beeinflusst.
In den 1930er Jahren wurde in Südafrika am Unterlauf des Vaal mit dem Bau eines weit verzweigten Kanalbewässerungsnetzes begonnen. Es trug damals den Namen Vaalharts Irrigation Scheme.

## Zukunftsperspektiven
Die Bewässerungswirtschaft wird in den nächsten Jahrzehnten einer Reihe von Herausforderungen gegenüberstehen. Sie muss einerseits den weltweit größten Anteil an der erforderlichen Nahrungs- und Fasermittelproduktion erbringen, um weiterhin den Ernährungs- und Kleiderbedarf der wachsenden Weltbevölkerung sicherzustellen und ihren zwingend erforderlichen Beitrag zur Armutsbekämpfung und wirtschaftlicher Entwicklung zu leisten. Andererseits wird sie mit der Forderung eines sparsameren qualitätsverbessernden Umgangs mit der immer seltener werdenden Ressource Wasser konfrontiert werden.
Um ihre Aufgaben weiterhin erfüllen zu können, wird die Bewässerung in den nächsten Jahrzehnten zwangsläufig ausgeweitet. Jedoch geht weiterhin Ackerland durch Bodenzerstörungen verloren.
Die Zukunft der herkömmlichen Bewässerungswirtschaft muss angesichts solcher sozialen und ökologischen, also sozial-ökologischen Herausforderungen neu überdacht werden. Nachhaltige Bewässerungswirtschaft und sparsamer Wassereinsatz durch effizientere Bewässerungsmethoden und angepasste Fruchtfolgen werden unumgänglich sein.

## Verbesserungsansätze
Die Verfügbarkeit von Wasser spielt in allen Bereichen der Bewässerungslandwirtschaft eine große Rolle und ist ein wichtiges Hindernis für dessen Ausbau.
Von schätzungsweise 1.384.120.000 km³ (1,386 Milliarden Kubikkilometer) vorhandenen Wassers auf der Erde sind lediglich 48 Millionen Kubikkilometer (3,5 %) Süßwasser. Von diesen 3,5 % ist mit 24,4 Millionen Kubikkilometern (1,77 %) das meiste Süßwasser als Eis an den Polen, Gletschern und Dauerfrostböden gebunden und nur 1,73 % für die Bewässerungslandwirtschaft verfügbares Süßwasser. Davon wiederum sind 23,4 Millionen Kubikkilometer Grundwasser und 190.000 km³ Wasser in Fließgewässern und Binnenseen.
Die Effizienz des eingesetzten Wassers im Bewässerungsfeldbau liegt weltweit bei durchschnittlich 40 Prozent. Ein Großteil des Wassers fließt ungenutzt ab. Da rund 70 Prozent des weltweiten Süßwassers für die Landwirtschaft eingesetzt werden, liegt in der Effizienzsteigerung der Bewässerungstechnologien großes Einsparpotenzial. Bei einer Verbesserung der Bewässerungseffizienz um zehn Prozent im pakistanischen Teil des Indusbeckens beispielsweise konnten so zwei Millionen Hektar Ackerland zusätzlich bewässert werden.
Inwiefern Bewässerungslandwirtschaft nachhaltig und somit langfristig praktikabel ist, hängt von vielen Faktoren ab, vor allem von der Bodenbeschaffenheit, den Klimaverhältnissen (zusammen mit dem Wasserkreislauf der Niederschläge, Oberflächen- und Grundwasserreservoire) und den angebauten Pflanzenarten. Für eine nachhaltige Bewässerung sind von Experten erstellte Modelle notwendig, die über ausreichend große Zeiträume und in einer hinreichend großen räumlichen Diskretisierung die Wechselwirkung möglichst all dieser relevanten Faktoren und Prozesse berücksichtigen. Dabei ist auch die Möglichkeit einer Defizitbewässerung in Betracht zu ziehen.
Besonders dort, wo die Wasserfrage prekär ist, müssen Regelungen über die Wassernutzung getroffen beziehungsweise Institutionen geschaffen werden, die Wasserrechtsregelungen beschließen und überwachen. Verbesserte Ausbildung und Beratung der Bewässerungslandwirte sowie deren Beteiligung an Managemententscheidungen sind ebenfalls sehr wichtig.
Neben einem komplexen Überwachungssystem ist auch finanzielle Unterstützung für die betroffenen Länder sowie die Bereitstellung von Experten notwendig.

### Problemlösung Desertifikation
Da die Ursachen der Desertifikation großteils anthropogen bedingt sind, können sie auch durch den Menschen bekämpft werden.
Bei der Bekämpfung der Desertifikation muss in erster Linie – anstelle der Erhöhung der landwirtschaftlichen Produktion – an die Wiederherstellung der Regenerationsfähigkeit des Ökosystems gedacht werden. Wichtig ist nicht, die Folgen der Desertifikation zu beseitigen, sondern präventiv zu handeln und deren Entstehung zu verhindern.
Die Bekämpfung der Desertifikation bedarf eines Plans, der die Gesamtheit der regionalen politischen und sozialen Gegebenheiten in den betroffenen Gebieten erfasst und unterschiedlich stark berücksichtigt. Dazu zählen unter anderem Wasserverfügbarkeit, Landnutzungspotenzial, klimatische Verhältnisse, soziale und wirtschaftliche Probleme, kulturelle Verhaltensmuster, Bevölkerungsdruck und die wirtschaftliche Verflechtung mit anderen Regionen.
Die einfachste Vorbeugung gegen Desertifikation ist die Umstellung und Anpassung des Anbauproduktes an die Bodenverhältnisse. Änderungen bzw. Rotation der Fruchtfolge und Verkürzung der Brachzeiten würden unnötige Belastung und Auslaugung des Bodens verhindern, wodurch die Nährstoffe weniger schnell aufgebraucht würden.
Verbesserte Anbaumethoden und sachgemäße Bodenbearbeitung sind ebenfalls sehr wichtig. Beispielsweise verstärkt das Pflügen in Richtung des Hanggefälles die Abschwemmung von Bodenmaterial. Bei besonders steilem Gelände müssen Terrassen angelegt werden, damit der Boden am ohnehin bereits steilen Berg nicht weiter abgetragen wird.
Der Erosionswirkung des Windes kann, durch kleine Erdwälle bzw. vegetative und agroforstische Schutzmaßnahmen wie das Pflanzen von Bäumen und Baumstreifen auf Ackerflächen, entgegengewirkt werden. Baumstreifen fördern zudem den Erhalt der Bodenfruchtbarkeit. Aufgrund ihrer Schattenwirkung tragen sie zur Verminderung der Verdunstungsverluste bei und wirken der Aridifizierung des Bodens entgegen.
Die Pflanzendecke ist generell in relativ kurzer Zeit regenerationsfähig, sofern keine komplette Zerstörung vorliegt.
Dem Effekt des Bodenaufbrechens kann durch diverse Boden aufbereitende Maßnahmen, wie etwa die Zugabe von Sand in tonhaltige Böden, entgegengewirkt werden.
Weitere Maßnahmen bestehen in der Erhaltung der Bodenfeuchtigkeit und dem Stopp des Bodenabbaus, der Einstellung eines optimalen Grundwasserstandes durch gut aufeinander abgestimmte Bewässerung und Entwässerung und der Austausch veralteter Bewässerungssysteme durch modernere.
Es ist notwendig, die ökonomischen und politischen Probleme der betroffenen Länder zu lösen, damit eine langfristige Bekämpfung der Desertifikation erreicht werden kann. Häufig sind allerdings nicht die finanziellen Mittel und auch nicht das technische Wissen vorhanden, bessere Systeme einzusetzen. Jedoch scheitern diverse Maßnahmen auch oft aus gesellschaftlichen und religiösen Gründen.

### Problemlösung Versalzung
Es bestehen zwar technische Möglichkeiten zur Regenerierung versalzender Böden wie die Entfernung der obersten, stark mit Salz angereicherten Bodenschicht, Absenkung des Grundwasserspiegels oder die Auswaschung des Bodens durch diverse Entwässerungsmaßnahmen, jedoch sind die meisten dieser Vorhaben oft aus Kostengründen großflächig nicht umsetzbar und bringen vielerlei andere Probleme mit sich.
Die Absenkung des Grundwasserspiegels kann zu diversen sozioökonomischen Problemen führen (siehe oben). Wenn eine Unterflurbewässerung oder eine Bewässerung mit Brunnenwasser erfolgt, scheidet diese Maßnahme aus. Bei einer Entwässerung besteht die Gefahr der zusätzlichen Auswaschung von Salzen aus Gipsstein, welche im Anbauboden enthalten sein können.

### Effizienzsteigerung bei der Wasserverwendung
Durch Wasserwiederverwertung kann ein großes Volumen davon eingespart werden.
Die Wiederverwendung bereits gebrauchten Wassers zur Effizienzsteigerung hat bedingt durch die Evapotranspiration (Verdunstung des Wassers aus der Pflanze und Bodenfläche unter Zurücklassung seiner Salze, welche wiederum von dem übrigen Wasser aufgenommen werden) den Nachteil, dass die Salzkonzentration im Boden und im abfließenden Wasser stark ansteigt. Eine Möglichkeit zur Reduzierung der Evapotranspiration sind alternative Bewässerungsverfahren wie die unterirdische Tröpfchenbewässerung.
Die Entsalzung des Beregnungswassers scheidet ebenso wie eine Reinigung durch Kläranlagen und Wiederverwertung oft aus Kostengründen aus. Jedoch würde sie das Abfließen von Düngemitteln in die Flüsse vermindern.
Die Bewässerung durch salzarmes Wasser kann sich als sehr vorteilhaft erweisen, wie z. B. ein im Indus verwendetes Verfahren, bei dem das Wasser einen Wert von nur 0,03 % löslicher Salze aufweist, bewies. Dennoch können Salzanreicherungen im Erdboden nicht gänzlich vermieden werden. So kommen bei einer jährlichen Bewässerungsmenge von 300 mm auf eine unkultivierte Anbaufläche von einem Hektar trotzdem 900 kg Salze zusammen.
Für eine höhere Ressourceneffizienz muss die Bewässerung besser an jahreszeitliche Klimaschwankungen und die verschiedenen Pflanzenkulturen und Böden angepasst werden, genau wie eine Anpassung der Pflanzensorten an die vorhandenen Böden und den Salzgehalt, eventuell auch durch eine Umstellung der Fruchtfolge auf wenig wasserbedürftige Kulturen oder Kulturen mit kürzeren Wachstumsperioden, erfolgen muss. Die Überflutung von Feldern muss vermieden bzw. die Bewässerung zu Zeiten mit geringer potenzieller Verdunstung (Abends) durchgeführt werden.

#### Anwendung modernerer Anlagen
Systembedingt sind bei der Oberflächenbewässerung nur Einzelbewässerungsgaben in der Größenordnung von >75 mm möglich, obwohl bei flach wurzelnden Kulturen z. B., Wassergaben in der Höhe von 30 mm völlig ausreichend wären.
Durch eine Verbesserung des Bewässerungsmanagements und Anwendung modernerer Bewässerungstechnologien, wie etwa Tröpfchenbewässerung, lässt sich die landwirtschaftliche Wasserproduktivität weiter steigern und gleichzeitig der Bodenversalzung entgegengewirkt werden.
Bei der Umstellung auf Tropfenbewässerungssysteme wurde in Indien beispielsweise eine Steigerung der Gesamtproduktivität pro eingesetzten Liter Wasser zwischen beachtlichen 50 und 250 % erzielt.
| Feldfrucht   | Ertrag        | Wasserverbrauch | Gesamtproduktivität |
| ------------ | ------------- | --------------- | ------------------- |
| Bananen      | 52 %          | −45 %           | 173 %               |
| Kohl         | 2 %           | −60 %           | 150 %               |
| Baumwolle    | 25 % bis 27 % | −53 % bis −60 % | 169 % bis 255 %     |
| Weintrauben  | 23 %          | −48 %           | 134 %               |
| Kartoffel    | 46 %          | 0 %             | 46 %                |
| Zuckerrohr   | 6 % bis 33 %  | −30 % bis −65 % | 70 % bis 205 %      |
| Süßkartoffel | 39 %          | −60 %           | 243 %               |
| Tomaten      | 5 % bis 50 %  | −27 % bis −39 % | 49 % bis 145 %      |

Die Umstellung von Oberflächenbewässerungsverfahren wie Flächenüberstau auf Tropfbewässerung sind in der Regel nur möglich, wenn es sich um die Bewässerung von Reihenkulturen mit relativ weitem Abstand und hohem Marktwert handelt. Anderenfalls ist der Einsatz der Tropfbewässerung wirtschaftlich nicht lohnend.
Auch ergeben sich für die Anwendung der Beregnung entsprechende Begrenzungen. Wie bei der Tropfbewässerung muss hierfür u. a. eine kontinuierliche Wasserbereitstellung gewährleistet sein. Auf Rotationsbasis ausgelegte Bewässerungssysteme erlauben keine Anwendung von Beregnungs- oder Mikrobewässerungsverfahren.
Eine Möglichkeit um auf Grundwassernutzung für Bewässerung zu verzichten ist die Entsalzung von Meerwasser und Wiederverwendung von Brauchwasser (vorbehandeltes Abwasser, das aber noch mit Nährstoffen angereichert ist). Da diese Verfahren sehr aufwendig sind und viel Energie verbrauchen, finden sie recht wenig Verbreitung.

#### Festlegung eines Wasserpreises
Durch die Einführung eines Preissystems kann eine effiziente Wassernutzung bewirkt werden. Aktuell ist vielerorts die Nutzung des Wassers für die Landwirtschaft kostenlos. Wenn genug kostenloses Wasser zur Verfügung steht, sind alle anderen Betriebsmöglichkeiten für die Landwirte unvorteilhaft.
Die Bereitstellung von Wasser ist oftmals mit hohen Kosten verbunden, die häufig durch öffentliche Mittel gedeckt werden.
Diese Kosten entstehen wie etwa durch Errichtung von Stauseen, Kanalanlagen etc.
Jedoch bringt die Bereitstellung von Wasser auch nicht in Zahlen ausdrückbare Kosten für Umwelt und Gesellschaft mit sich, wie etwa den Verlust von Biodiversität, voranschreitende Zerstörung fruchtbaren Bodens und andere.
Eine Einführung bzw. Erhöhung von Wasserpreisen hätte zwar unweigerlich Einkommensverluste in diesem im Allgemeinen ohnehin schwachen Wirtschaftssektor zur Folge, könnte aber eine effizientere Nutzung des Wassers fördern und somit der verbreiteten Wasserverschwendung entgegenwirken.
Zudem können so Gelder für weitere Stauanlagen eingespart werden, welche in die Entsalzungs-, Entwässerungs- und Kläranlagen investiert werden könnten. Für viele Bauern kommt eine Umstellung aus eigener Kraft nicht in Betracht, da vielen die nötigen Mittel fehlen.
Die Perspektive vom „virtuellen oder Produktionswasser“ könnte genutzt werden, um auch im internationalen Handel eine Bepreisung durchzusetzen.

#### Water Harvesting Methode
In Hanglagen hat sich die Einführung von „Water Harvesting“-Systemen bewährt. Hierbei handelt es sich um eine Sammlung und Rückführung des Regenwasserabflusses, aber auch von Dränwasser. Das Wasser, das sich in den Schutthalden der Berghänge ansammelt, wird teilweise durch große künstlich angelegte Schächte (Qanate) kanalisiert und mit geringem Gefälle über weite Strecken, zu den, manchmal über mehr als 40 km entfernten, Felder geführt.
Dem Boden kann unter Umständen eine fünfmal höhere Wassermenge als durch Regen zugeführt werden.
Im Iran z. B. wird so mehr als drei Millionen Hektar Ackerfläche künstlich bewässert und auch ein großer Teil der Bevölkerung mit Trinkwasser versorgt.

#### Vermeidung von Verdunstung- und Versickerungsverlusten

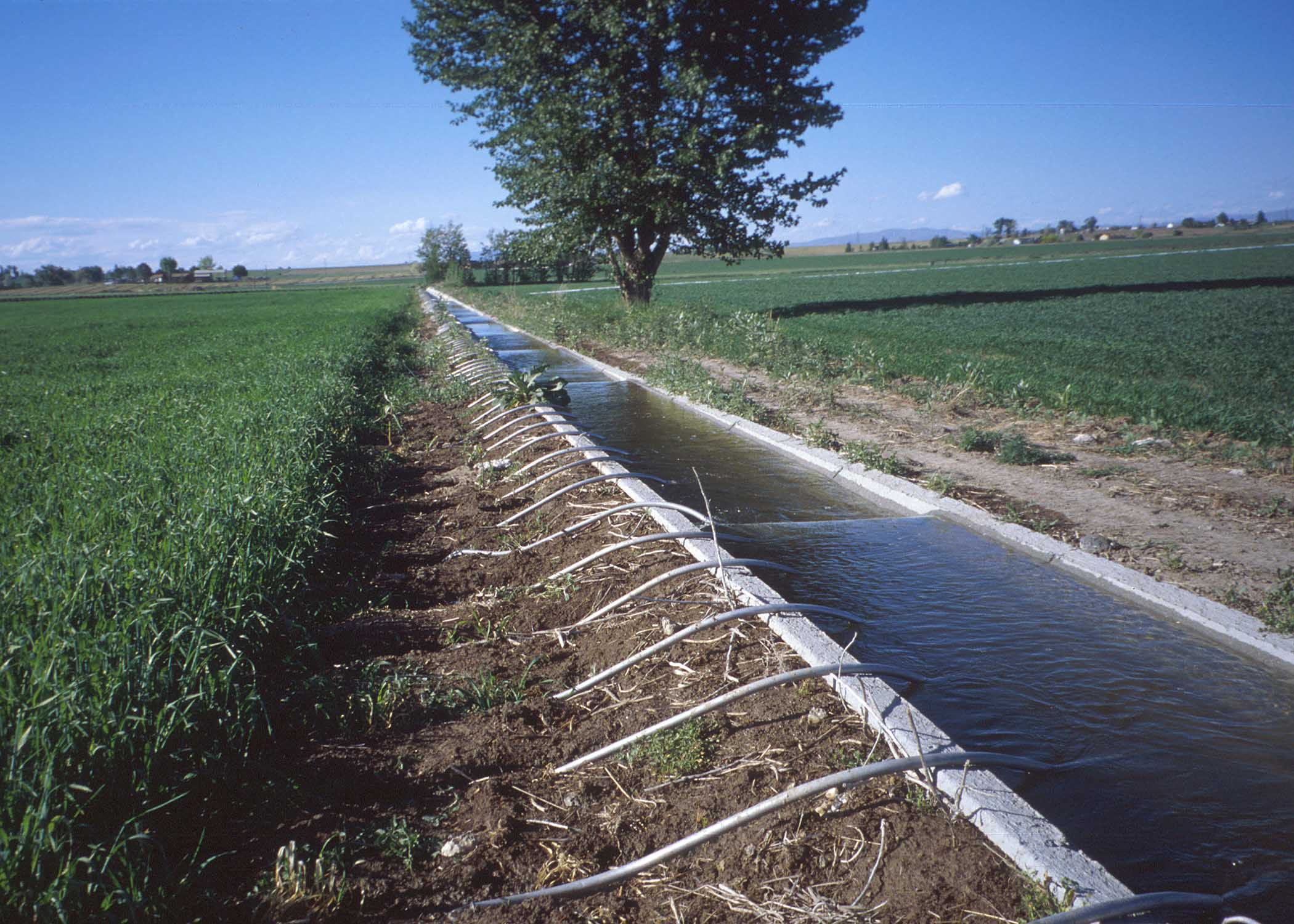
Oberflächenbewässerung durch halb offene Kanäle

Das Ersetzen von offen liegenden und leicht verschmutzbaren Zuleitungs- und Verteilerkanälen durch Halbschalenleitungen oder geschlossene Röhren verhindert die Verdunstung bzw. Versickerung von Wasser.
Bei längeren Wassertransportwegen kann der so entstehende Verlust bis zur Hälfte des eingeleiteten Wassers betragen.

#### Reliefmeliorationen
Durch Reliefmelioration, d. h. Aus- und Abgleichen der Bodenoberfläche bei ungünstigem Mikrorelief, wird die Wasserverteilung auf der Bewässerungsfläche bei Anwendung von diversen Oberflächenbewässerungsverfahren verbessert und die benötigte Wassermenge reduziert. Bei gleichem Wasservolumen wird sowohl der Ertrag erhöht wie auch die Bodenerosion durch Bodenvernässung vermindert.
Reliefmeliorationen sind nicht in allen Fällen zu realisieren. In der Regel sind sie nur möglich, wenn hinreichend tiefgründiger Boden vorliegt und der Umfang der erforderlichen Bodenbewegungen begrenzt ist.